# Megalopidae
Tarpões são peixes capazes de respirar ar atmosférico através de suas bexigas natatórias. São conhecidas duas espécies: O tarpão-do-Atlântico e o tarpão-do-Indo-Pacífico.  

## Espécies e habitats
As duas espécies de tarpões são o Megalops atlanticus (tarpão-atlântico, também conhecido como pirapema ou camurupim) e o Megalops cyprinoides (tarpão-indo-pacífico). O M. atlanticus é encontrado desde a costa oeste dos Estados Unidos até a costa do Brasil, aparecendo no Golfo do México e no Caribe. Também é encontrado na costa oeste africana, em Senegal e no sul da Angola. O M. cyprinoides é encontrado na costa leste africana, pelo sudeste asiático, Japão e Austrália. Eles são capazes de viver em ambientes de água salobra com uma variedade de pH e com pouco oxigênio dissolvido, devido a sua capacidade de utilizar suas bexigas natatórias para respirar ar. Seu habitat varia de acordo com seu desenvolvimento, abrangendo o oceano, o mangue e rios, por exemplo.